# Julie Beveridge
Julie Beveridge, née le 30 juin 1988 à Calgary, est une coureuse cycliste canadienne. Elle a notamment été championne du Canada du contre-la-montre et a représenté le Canada aux championnats du monde du contre-la-montre de 2008 et 2009. Elle a couru pour l'équipe française Vienne-Futuroscope de 2010 à 2012 et a remporté avec elle le Grand Prix de Plumelec-Morbihan, manche de la coupe de France, en 2011.

## Palmarès
- 2006
  -  Championne du Canada du contre-la-montre juniors
- 2008
  -  Championne du Canada sur route espoirs
  -  Championne du Canada du contre-la-montre espoirs
  - Mount Hood Cycling Classic
  - 2e du championnat du Canada du contre-la-montre
  - 3e de la Cascade Cycling Classic
- 2009
  -  Championne du Canada du contre-la-montre espoirs
  - 2e du championnat du Canada du contre-la-montre
- 2010
  -  Championne du Canada du contre-la-montre
- 2011
  - Grand Prix de Plumelec-Morbihan
- 2012
  - 3e du championnat du Canada du contre-la-montre

## Classements mondiaux
| Année                                 | 2009 | 2010 | 2011 | 2012 |
| ------------------------------------- | ---- | ---- | ---- | ---- |
| Classement UCI                        | 221e | 173e | 130e | 180e |
|                                       |      |      |      |      |
| Légende : nc = non classéSource : UCI |      |      |      |      |